# José Luis Villar
José Luis Villar Barreiro (Vigo, Pontevedra, España, 24 de febrero de 1949) es un exfutbolista español que se desempeñaba como defensa.

## Clubes
| Club                | País   | Año       |
| ------------------- | ------ | --------- |
| R. C. Celta de Vigo | España | 1967-1980 |